# Vir Das: Landing
Vir Das: Landing (br: Vir Das: Pelo Mundo) é um especial de comédia stand-up dirigido e roteirizado pelo ator e comediante indiano Vir Das. O programa está disponível para streaming na Netflix. O especial ganhou o Prêmio Emmy Internacional de melhor comédia no  51º Emmy International Awards. Esta foi a segunda indicação e a primeira vitória para Das, que dividiu o troféu com a sitcom britânica Derry Girls.

## Enredo
Vir Das é um comediante, ator e músico indiano. Neste show de stand up filmado em Nova York, ele relembra sua infância na Índia e sua mudança para a América.

## Lançamento
Vir Das: Landing estreou na Netflix em 26 de dezembro de 2022.

## Recepção
Suchin Mehrotra, do Hindustan Times, escreveu que "Vir Das: Landing é uma mistura irregular, mas comovente, de diversão e sentimento que partirá seu coração da maneira mais gratificante (...) e [Vir Das] prova que está no seu melhor, não quando provoca risadas, mas quando elas param".